# Limotettix ferganensis
Limotettix ferganensis är en insektsart som beskrevs av Dubovsky 1966. Limotettix ferganensis ingår i släktet Limotettix och familjen dvärgstritar. Inga underarter finns listade i Catalogue of Life.